# Нижний Шибряй
Нижний Шибряй —  село в Уваровском районе Тамбовской области России. Административный центр Нижнешибряйского сельсовета.
Расположено на реке Шибряйка, в 2 км к северо-востоку от районного центра, города Уварово. 

## История
Село Нижний Шибряй основано однодворцами и мелкими помещиками. В переписной книге второй ревизской сказки 1745 года названы все жители Нижнего Шибряя с указанием возраста, причем многие из них первую ревизию 1719 года проходили тоже в Нижнем Шибряе.
Долгое время в документах это село называлось «Богоявленское, Шибряй тож», но после основания поселения Верхний Шибряй к селу прибавилось слово «Нижний».
Село входило в состав Борисоглебского уезда Тамбовской губернии, в 1899 г. приобрело статус центра волости, было крупным пунктом хлебной торговли. В 1893г. вблизи села прошла железная дорога Тамбов - Камышин и была построена станция Обловка (названа по имени строившего её инженера).
Село-центр Нижнешибряйского сельского поселения Уваровского района.
В селе Нижний Шибряй Борисоглебского уезда Тамбовской губернии в перестрелке с оперативной группой ГПУ, был убит 24 июня 1922 года Александр Степанович Антонов вместе со своим братом Дмитрием.

## Население
| 2002 | 2008  | 2010  |
| ---- | ----- | ----- |
| 1108 | ↘1100 | ↗1115 |

## Известные личности
- Антонов, Александр Степанович
- Ломакин, Яков Миронович (1904—1958) — советский дипломат, журналист. Родился в селе Нижний Шибряй.